# Ginásio Poliesportivo Milton Feijão
O Ginásio Poliesportivo Milton Feijão é um ginásio poliesportivo localizado no bairro Olímpico, no município de São Caetano do Sul, no estado de São Paulo, Brasil, com capacidade para 5.000 espectadores. Também é palco das partidas de voleibol do São Caetano E.C., tradicional equipe da elite do voleibol nacional. O ginásio faz parte do Complexo Poliesportivo Lauro Gomes de Almeida, assim como o Estádio Anacleto Campanella.